# Бэтчелор, Стив
Стивен Джеймс (Стив) Бэтчелор (англ. Stephen James (Steve) Batchelor, 22 июня 1961, Бер-Грин, Суррей, Англия, Великобритания) — английский и британский хоккеист (хоккей на траве), нападающий. Олимпийский чемпион 1988 года, бронзовый призёр летних Олимпийских игр 1984 года, серебряный призёр чемпионата мира 1986 года, серебряный призёр чемпионата Европы 1987 года.

## Биография
Стив Бэтчелор родился 22 июня 1961 года в британской местности Бер-Грин в Англии.
Окончил школу Миллфилд.
Играл в хоккей на траве за «Саутгейт» из Лондона. В 1980 году в 19-летнем возрасте дебютировал в сборной Англии.
В 1984 году вошёл в состав сборной Великобритании по хоккею на траве на летних Олимпийских играх в Лос-Анджелесе и завоевал бронзовую медаль. Играл на позиции нападающего, провёл 7 матчей, забил 1 мяч в ворота сборной Нидерландов.
В 1986 году в составе сборной Англии стал серебряным призёром чемпионата мира в Лондоне. В 1987 году завоевал серебро чемпионата Европы в Москве.
В 1988 году вошёл в состав сборной Великобритании по хоккею на траве на летних Олимпийских играх в Сеуле и завоевал золотую медаль. Играл на позиции нападающего, провёл 7 матчей, мячей не забивал.
В 1992 году вошёл в состав сборной Великобритании по хоккею на траве на летних Олимпийских играх в Барселоне, занявшей 6-е место. Играл на позиции нападающего, провёл 7 матчей, забил 1 мяч в ворота сборной Новой Зеландии.
В течение карьеры провёл за сборную Англии 48 матчей, за сборную Великобритании — 66 матчей.
Живёт в Крэнли, тренирует команды юношей и девушек по хоккею на траве.

## Семья
У Стива Бэтчелора и его жены Джеки-Бэй есть четверо детей, в том числе выступающая в чемпионате Англии по хоккею на траве Меган Бэтчелор.